# Willem Jacob Elias Crommelin
Mr. Willem Jacob Elias Crommelin (Zetten, 29 januari 1916 − Zwolle, 14 september 1997) was een Nederlands gemeentelijk en provinciaal bestuurder.

## Biografie
Crommelin was een lid van de familie Crommelin en een zoon van burgemeester mr. Gulian Cornelis Crommelin (1877-1953) en Josephina Vrolijk (1885-1973). Van 1952 tot 1963 was hij burgemeester van Domburg. In 1963 werd hij burgemeester van Zwollerkerspel, hetgeen hij bleef tot 1966. Vanaf dat laatste jaar tot 1978 was hij lid van Provinciale en Gedeputeerde Staten van Overijssel. In 1980 en 1981 diende hij nog als waarnemend burgemeester van Brederwiede. In 1950 trouwde hij met jkvr. Pauline Renée van de Poll (1922-2011), lid van de familie Van de Poll, met wie hij vijf kinderen kreeg.